# Учиха (Наруто)
Учиха е клан от японската аниме/манга поредица Наруто. Кланът е един от най-уважаваните в Селото скрито в Листата (Коноха). Всички наследници на клана кекегенкая (специална техника, която се предава от поколение на поколени) Шаринган, който им позволява да виждат, разбират и копират всяко джутсу. Един от най-талантливите наследници на клана - Итачи Учиха, избива целия клан (освен брат си - Саске Учиха), за да докаже на какво е способен. Брат му го намразва и живее с надеждата да го убие.